# Templo de Debod
El templo de Debod es un edificio del antiguo Egipto localizado actualmente en la ciudad española de Madrid. Está situado al oeste de la plaza de España, junto al paseo del Pintor Rosales (parque del Oeste), en un alto donde se encontraba el cuartel de la Montaña.  Al ser trasladado a España, se situó de manera que conservase aproximadamente la misma orientación que en su lugar de origen, de este a oeste.
El inmueble fue un regalo de Egipto a España en 1968 en compensación por la ayuda española tras el llamamiento internacional realizado por la Unesco para salvar los templos de Nubia, principalmente el de Abu Simbel, en peligro de desaparición debido a la construcción de la presa de Asuán. En agradecimiento, Egipto donó cuatro monumentos a los países que respondieron a este reclamo en una manera significativa: Dendur a los Estados Unidos (se encuentra actualmente en el Metropolitan Museum de Nueva York), Ellesiya a Italia (Museo Egipcio de Turín), Taffa a los Países Bajos (Rijksmuseum van Oudheden de Leiden) y Debod a España. 
Tiene una antigüedad de unos 2200 años. Su núcleo más antiguo fue quizás erigido bajo el faraón Ptolomeo IV Filópator, y decorado posteriormente por el rey nubio Adijalamani de Meroe hacia 200-180 a. C., siendo dedicado a Amón de Debod (Amani, en idioma kushita) e Isis, aunque a decir verdad la mayoría de los investigadores piensa que su erección fue obra de Adijalamani, interviniendo posteriormente Ptolomeo IV en él. Posee importantes añadidos de época ptolemaica y romano-imperial (del siglo I a. C. al siglo II d. C.).
En septiembre de 2017, tras más de un año de cierre debido al mal funcionamiento de los sistemas de climatización, el templo de Debod volvió a abrir sus puertas al público.

## Emplazamiento original en Egipto

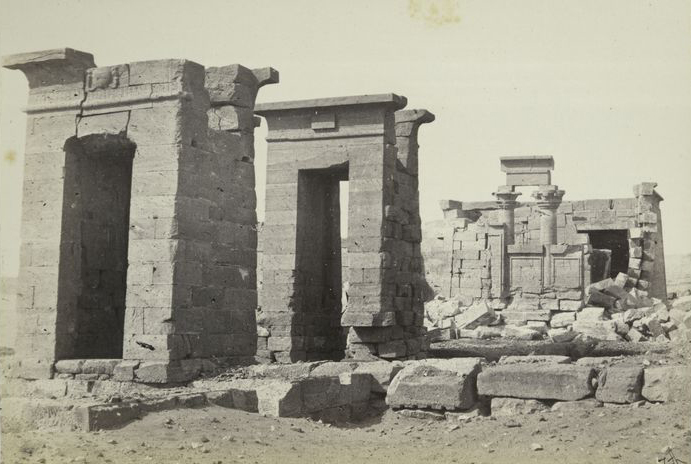
El templo de Debod hacia 1862, con la fachada principal derrumbada.

El templo de Debod se encontraba situado en la pequeña localidad que llevaba este nombre (Debod), en las orillas del río Nilo, próximo a la primera catarata, en la Baja Nubia, «país del oro», al sur de Egipto, muy cerca del lugar donde el Nilo corta al Trópico de Cáncer. Un poco más al norte, en la isla de Filé, se encontraba el gran santuario de la diosa Isis. El templo de Debod formaba indirectamente parte de ese santuario, aunque su culto estaba dedicado al dios Amón de Debod. Teológicamente ligado a Filé desde el siglo I a. C., tendrá también una especial vinculación con otros templos de la zona. Esta región, fronteriza con el reino de Meroe, fue objeto de disputa entre los gobernantes egipcios y meroitas hasta el siglo I a. C., cuando el emperador romano Augusto estableció definitivamente la frontera.

## Los orígenes de Debod como lugar de culto
En el yacimiento arqueológico que se conoce como Debod (hoy bajo las aguas del Nilo), los restos más antiguos se remontan al Imperio Medio. Ciertas evidencias apuntan a la existencia de un pequeño lugar sagrado en la zona, probablemente una capilla, fechada en el Imperio Medio. Por desgracia se desconoce a qué divinidad se rendía culto. Se ha especulado con Jnum y Satis, que son los dioses de la Primera Catarata. El lugar debió ser periódicamente visitado por expediciones regias encargadas de la explotación mineral en los uadis cercanos. De esta fase apenas han quedado restos arqueológicos. El principal es una estela rectangular de arenisca que se encuentra en el Museo Egipcio de Berlín, datada en el reinado de Amenemhat II y escrita en jeroglíficos retrógrados; fue hallada por Lepsius en Debod y describe una expedición oficial realizada a la zona de minas de amatista de Wadi el-Hudi, para extracción de mineral. Las minas de amatista se encontraban en el Desierto Oriental, a más de 145 km de Debod. Este sería el documento faraónico más antiguo, que sepamos, hallado en Debod.
Durante la época ramésida se produce la egiptización de Kush (Nubia). Es entonces cuando se erige en Debod el primer edificio en piedra del que se tiene constancia, consagrado por Seti II. Estaba formado por un pequeño santuario y un pilono de acceso. De nuevo desconocemos a qué divinidad estaba consagrado, pero de la necrópolis ramésida colindante a este pequeño templo parece proceder una estela que menciona por primera vez a «Amón de Debod». Algunos bloques de dicho edículo ramésida se reutilizaron en el templo grecorromano.

## Historia del templo
La construcción del templo la inició a comienzos del siglo II a. C. el rey nubio Adijalamani de Meroe, quien levantó una capilla dedicada a los dioses Amón e Isis. La capilla, decorada con relieves, es uno de los pocos lugares donde se documenta a este monarca. Los otros monumentos de Adikhalamani son su estela de Filé (fragmentada, y reutilizada en la ampliación del templo de Isis realizada por Ptolomeo V Epífanes) y su tumba en Meroe. Posteriormente, distintos reyes de la Dinastía Ptolemaica construyeron nuevas estancias alrededor del núcleo original hasta darle un aspecto cercano al actual. Tras la anexión de Egipto por el Imperio romano, fueron los emperadores Augusto, Tiberio y, tal vez Adriano, quienes culminaron la construcción y decoración del edificio. Con el cierre de los santuarios de Isis en Filé en el siglo VI, el templo dejó de ser lugar de culto pagano, y comenzó su progresivo abandono y deterioro.

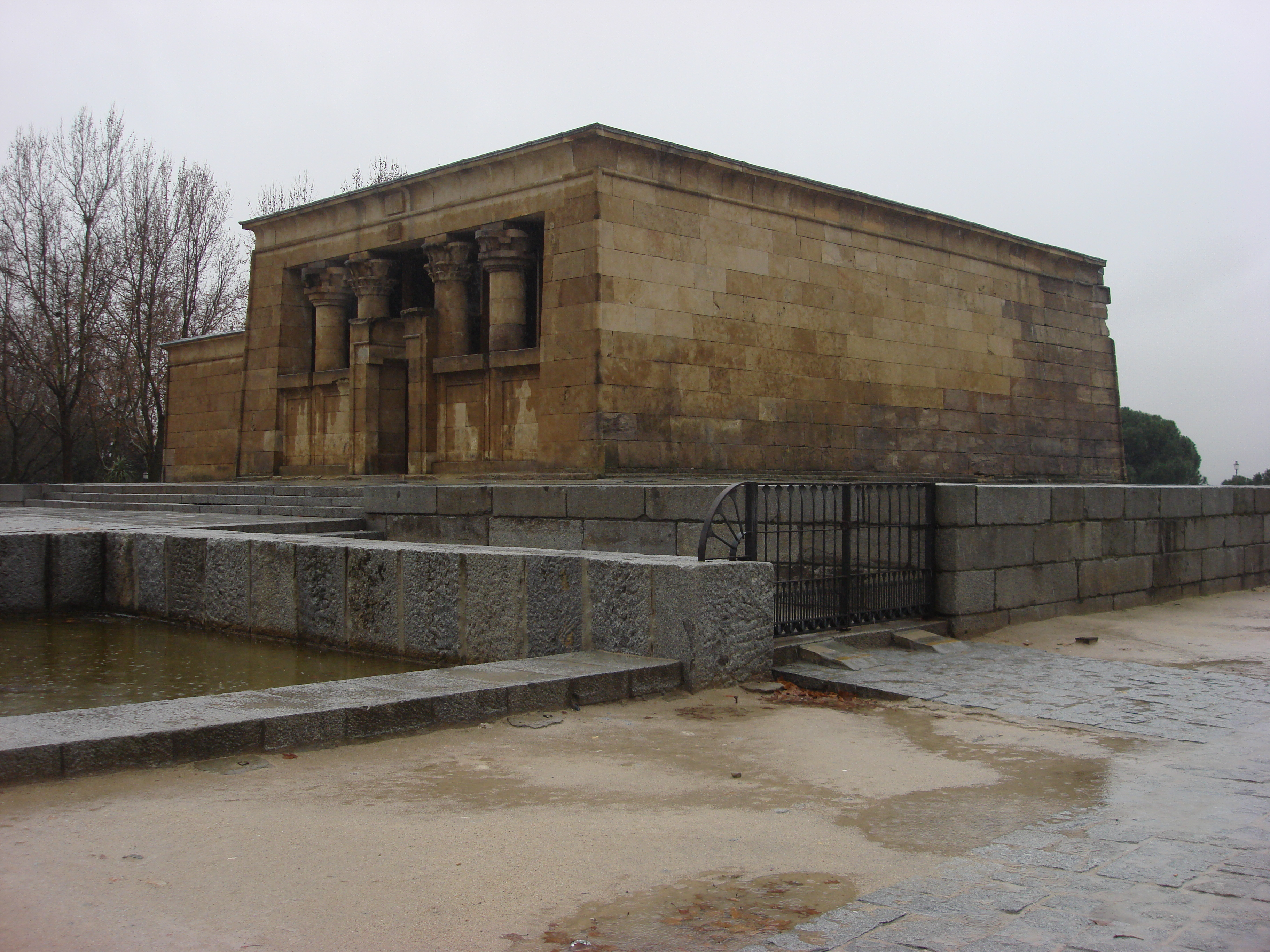
Detalle del templo.

Como ya se ha comentado, el rey Ptolomeo IV Filópator o más probablemente el rey nubio Adijalamani (Adikhalamani) de Meroe, mandó construir hacia el año 200 a. C. una capilla en honor del dios Amón de Debod, en la localidad de Debod, al sur de Egipto (en el lugar donde se encontraban los restos de un antiguo edificio cultual ramésida). Se trata de la capilla conocida como «capilla de los relieves», o «capilla de Adijalamani», donde pueden verse inscripciones referidas a Amón. En los relieves de la capilla aparecen también escenas rituales donde se dice que «el rey Adijalamani ordena construir el monumento en honor a su padre Amón» y que «Amón habita en Debod». El templo surge estrechamente vinculado a un hecho histórico de extraordinaria importancia en la historia del Egipto ptolemaico: la llamada "Secesión Tebana". En este momento, durante veinte años (205-185 a. C.) todo el Alto Egipto será independiente del poder lágida alejandrino; la Tebaida, como estado independiente, tendrá sus propios reyes. Estas disensiones internas en Egipto permiten a los kushitas avanzar hasta Filé, ocupando todo el Dodekaschoenos, lo cual explica su presencia en la misma Filé, en Kalabsha, en Dakkah y en Debod. 
Amón de Debod va a ser la divinidad principal del templo. Poco a poco Isis lo irá desplazando de este lugar preeminente, pero ciertos indicios hacen pensar a los investigadores que, a fines de la época ptolemaica, Amón de Debod recuperará su papel de divinidad principal del templo.
Adijalamani llevará a Debod divinidades nubias (es el caso de Apedemak, el poderoso dios león dinástico meroíta, que aparece mencionado en el dintel de acceso a la Capilla de Adijalamani –este bloque se encuentra hoy en el museo del templo, es decir en su terraza superior). Se trata de la mención más septentrional conocida de este dios león meroítico.
En época ptolemaica se amplió el santuario con nuevas estancias, siguiendo una política tradicional que dejaba "invisible" el edificio previo (el núcleo arquitectónico inicial), el cual quedaba rodeado por las adiciones ptolemaicas, visibles al exterior. Ptolomeo VI Filómetor, una vez restaurado en Nubia el dominio lágida, consagra a Isis el templo de Debod. Ptolomeo VIII Evérgetes dedicó en el templo un naos a Isis y tal vez añadió otra sala a la capilla inicial. Ptolomeo XII Auletes dedicó otro naos (hoy perdido) al dios Amón de Debod.

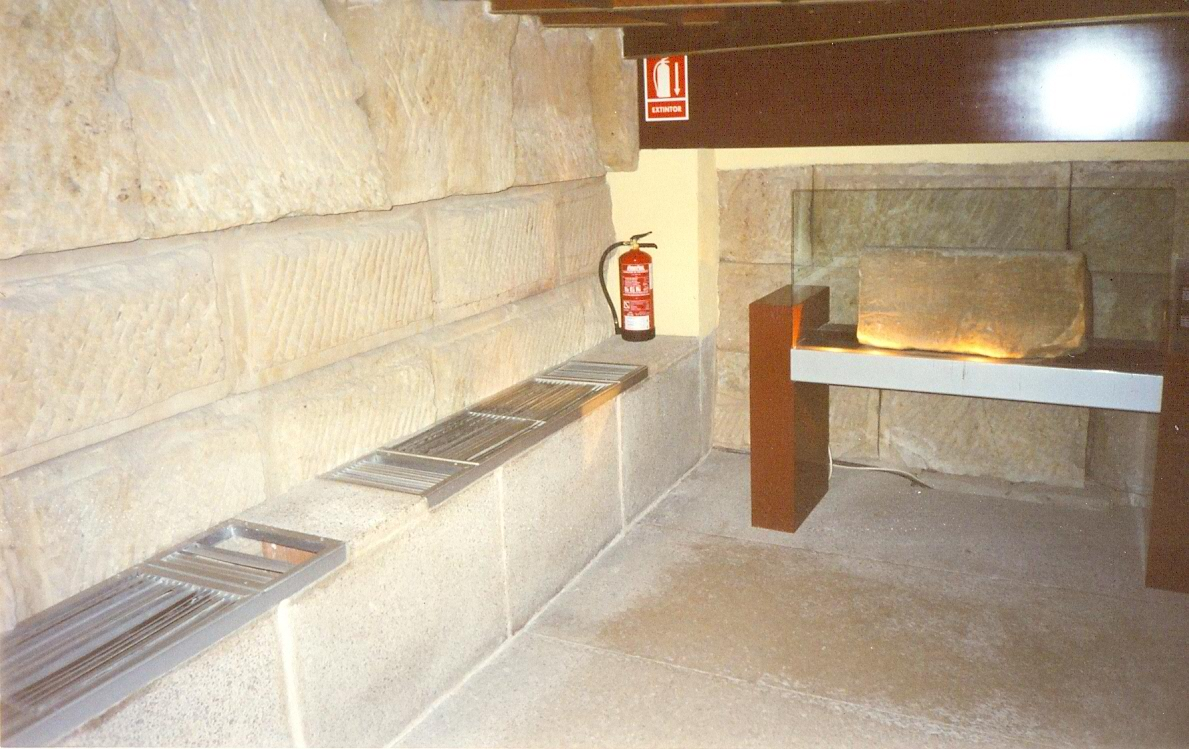
Interior del templo

Con la llegada de los romanos y la incorporación de Egipto al Imperio, se realizaron nuevas obras de ampliación en el templo, fechables bajo los principados de Augusto y Tiberio:
- Construcción de un pronaos de fachada hipóstila (4 columnas de orden floral, dos de los capiteles inacabados) con acceso flaqueado por muros intercolumnios.
- Relieves al exterior en los mencionados intercolumnios (Augusto ante los dioses Isis, Osiris, Amón de Debod y Maahes o Mahesa).
- Decoración completa de los muros interiores del pronaos (o vestíbulo) hipóstilo; Augusto habría comenzado esta decoración, que sería terminada por Tiberio.
- Construcción de un edificio anexo, adosado al templo, que se ha venido considerando un mammisi.

Los romanos llevarán al templo nuevas divinidades, vinculadas mayoritariamente al orden teológico de Filé. En las proximidades del templo, aunque fuera del área religiosa y de necrópolis, hay autores que piensan que se instaló una pequeña guarnición romana, denominada —en la topografía de la zona— Parembole, pero lo cierto es que no se ha encontrado vestigio militar romano alguno en el área, ni ningún grafiti en latín sobre el templo que lo corrobore.
Es probable que debamos a los emperadores Antoninos algunas de las reformas arquitectónicas últimas del templo grecorromano. A partir del reinado de Diocleciano, la zona sufre con especial intensidad los ataques de los nómadas, en lo que parece ser una Völkerwanderung nubia de doble dirección: sentido sur-norte y desiertos-Nilo. Los romanos abandonan la frontera de Maharraqa, que se retrotrae a Filé. Todos los campamentos romanos al sur de Filé se levantan. La Nubia, y por tanto Debod, quedan a merced de los nómadas blemios, que dejan su peculiar huella (tanto epigráfica como iconográfica) en los muros del santuario. Cuando el emperador Teodosio I fija el cierre de todos los templos paganos del Imperio (a excepción de Filé), Debod ya no está sensu stricto bajo la órbita romana. 

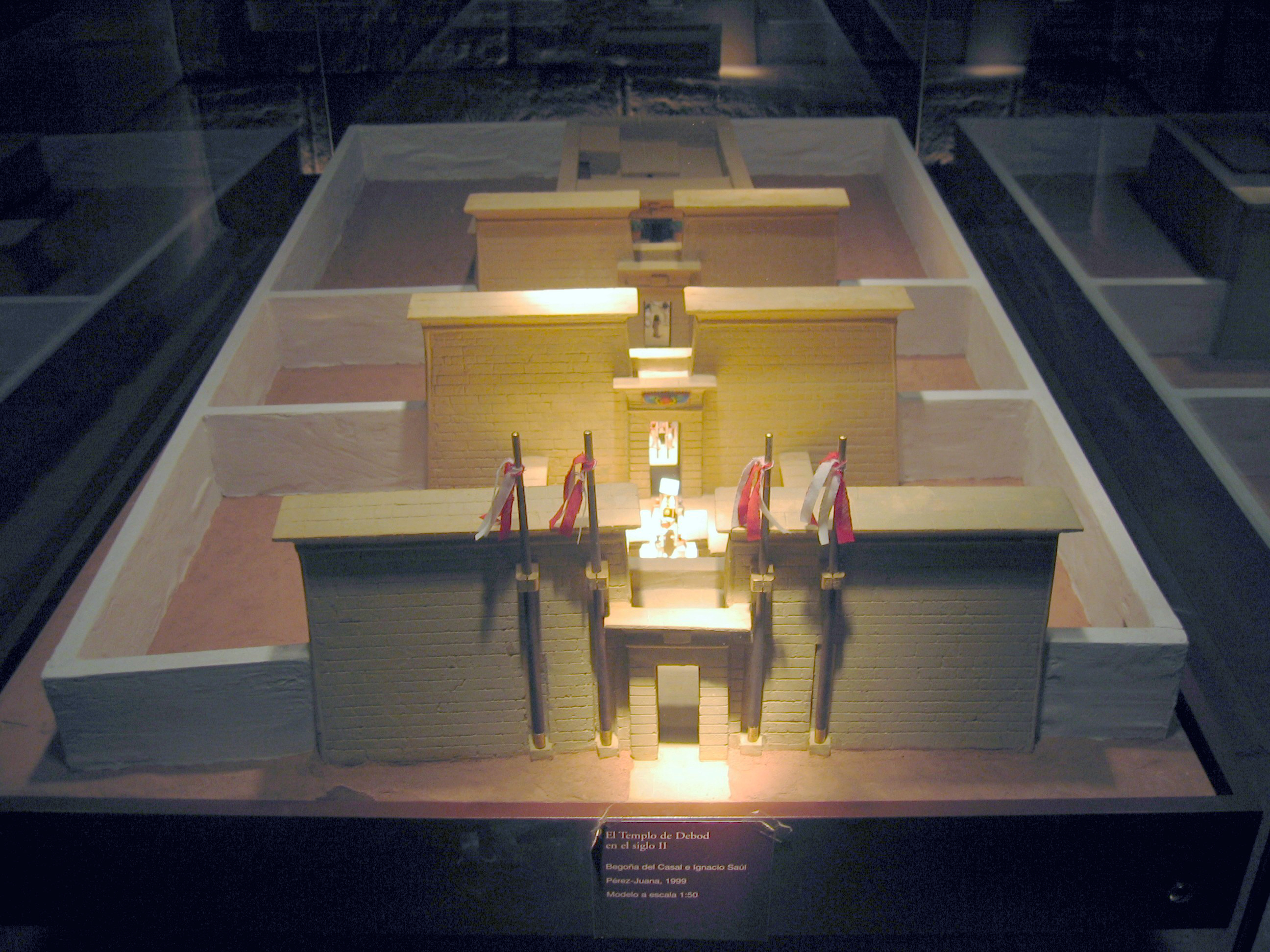
Maqueta.

Más tarde, el emperador Justiniano (siglo VI d. C.) decretaría el cierre de los pocos templos paganos que aún estuvieran funcionando en todo el Imperio Bizantino (del cual Egipto era una provincia). Con este decreto, los templos egipcios dedicados a los dioses tradicionales fueron también clausurados. La medida legal justinianea afectó en Egipto fundamentalmente a dos templos de larga tradición: al oráculo de Zeus-Ammón en Siwa y al templo de Isis en Filé. El culto isíaco en Filé fue eliminado y su recinto ocupado por una comunidad cristiana que consagró el templo a San Esteban. En ese momento comenzó la cristianización de Nubia. En Debod hay huellas de la etapa cristiana.
Debod será visitado durante la Tardoantigüedad, la Edad Media y la Edad Moderna, por nómadas, por peregrinos paganos (que dejan sobre sus muros proskynemata) y por cristianos; finalmente, será un edificio ocupado de forma ocasional por musulmanes. Todos estos grupos humanos dejarán su impronta en los muros milenarios del templo, como posteriormente lo harán los viajeros románticos. La toponimia del lugar mantendrá el nombre original, egipcio (ta-Hut), deformado en "Dabud", "Debod".
La primera descripción exacta del edificio que se tuvo en Europa elaboró en el año 1813 el explorador suizo Johann Ludwig Burckhardt cuando viajaba por una misión para La Asociación Africana Británica. El mismísimo Champollion visitó Debod, dejando una breve referencia del edificio. A lo largo del siglo XIX, el templo fue nuevamente visitado por exploradores y egiptólogos que ofrecieron una descripción gráfica y mostraron indirectamente en sus trabajos el paulatino deterioro del edificio. He aquí, a modo de ejemplo, cómo se describía el templo en el diario de un viajero ruso (Joseph Ssenkowsky, profesor de lenguas orientales en la Universidad de San Petersburgo), en la primavera de 1821: "En Wadi Debod hay un pequeño templo de tan sólo 75 pies de longitud, en muy buen estado de conservación. Frente a él se hallan tres moles, alineadas, que sirvieron en su día de accesos a través de diversos muros que debieron rodear el templo. Hoy, tan sólo los restos del segundo de estos muros es visible. Este templo contiene, además del vestíbulo, siete cámaras de las cuales sólo la central está decorada con relieves. Parece que debió estar dedicado a Isis. Su proximidad a Filé me convence de que se trata de la antigua Parembole, lugar que se hallaba tan sólo a 16 000 pasos de Asuán".

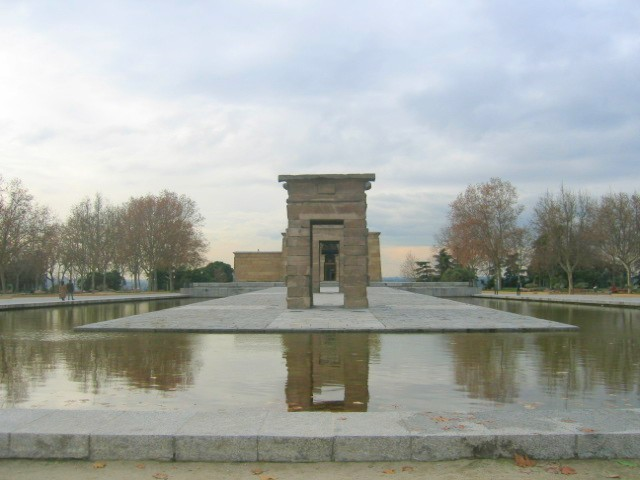
Vista frontal.

Cuando en 1907 se construyó en aquel territorio la primera presa (conocida como la presa baja de Asuán), el templo se vio afectado en gran medida, ya que permanecía unos nueve meses al año bajo las aguas. La inundación casi constante del templo provocó la pérdida de la policromía y el daño de algunos de sus relieves. La piedra arenisca también sufrió un gran desgaste. Esta erosión ocasionada por las aguas del Nilo se añadía a los desperfectos que había provocado en su día el terremoto de 1868. A la vista de estos daños, el Servicio de Antigüedades de Egipto pidió al arquitecto egipcio al-Barsanti que procediera a su restauración. Tras la conclusión de la obra, el alemán Günther Roeder llevó a cabo un estudio exhaustivo con documentación fotográfica, dibujos de planos, alzados y comentarios. Su trabajo sigue siendo la referencia bibliográfica fundamental del edificio, un siglo después.
En el año 1961, a causa de la construcción de la nueva presa de Asuán, el templo (y otros edificios) fue desmontado por una misión arqueológica polaca (que localiza los niveles más antiguos del edificio, de época ramésida —Seti II—) y sus piedras son depositadas en la isla Elefantina hasta su posterior traslado al puerto de Alejandría. Desde este puerto hizo su viaje final hasta llegar a España, tras una cesión diplomáticamente compleja, llena de luces y sombras, en la que prestigio, dinero, instituciones y organismos oficiales estuvieron en el núcleo de una negociación difícil y dura (en clara contradicción con las declaraciones oficiales que hasta el día de hoy se mantienen) como ha demostrado Jambrina (v. bibliografía).
En su nuevo emplazamiento, el santuario egipcio fue inaugurado el 18 de julio de 1972 por Carlos Arias Navarro, alcalde de Madrid.

## Traslado del templo a España

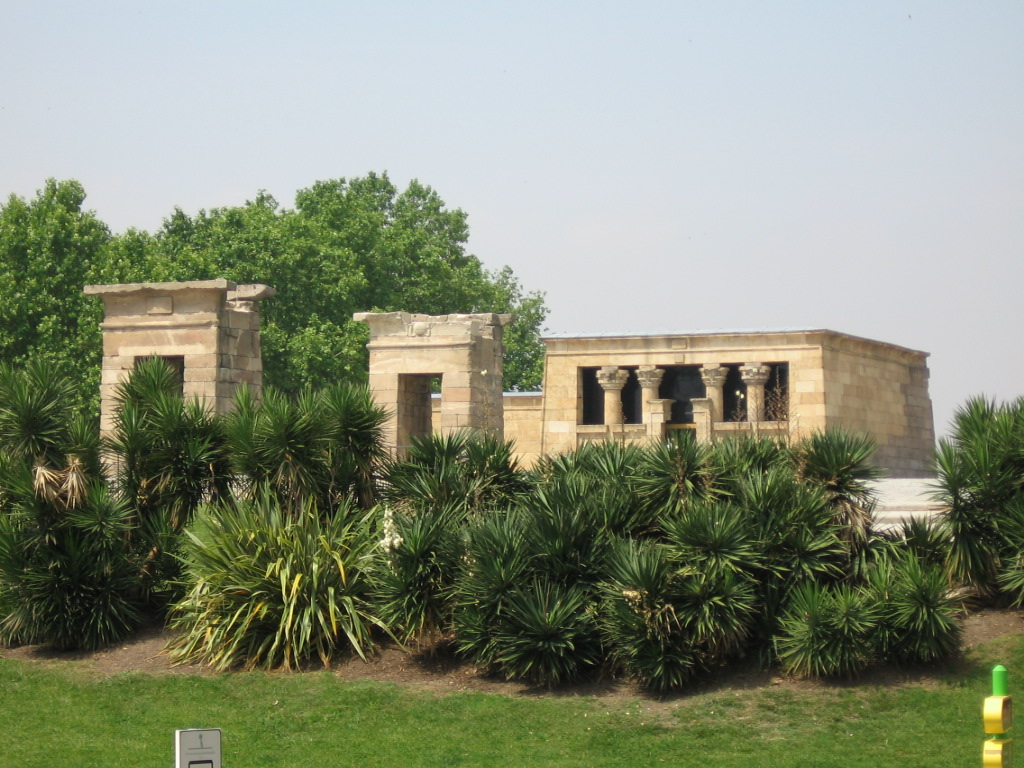
El templo en la montaña del Príncipe Pío.

En 1960 se instituyó en España un grupo de salvamento para los monumentos de Nubia. Se llamó Comité Español y su director fue el profesor y arqueólogo español Martín Almagro Basch, que colaboró en la excavación de los yacimientos de Nubia, en Egipto y Sudán. Sin embargo, las obras de excavación en el yacimiento ocupado por el templo de Debod no las llevó a cabo el Comité Español, sino el Servicio de Antigüedades de Egipto y un equipo de la Misión Arqueológica polaca. La Unesco encargó el trabajo de copiar todas las inscripciones del templo a los egiptólogos François Daumas y Philippe Derchain.
Una vez desmontado el templo en 1961, fue llevado a la isla Elefantina, junto a Asuán, la antigua Siena. Allí permanecieron la mayoría de los bloques de piedra hasta el mes de abril de 1970, en que de nuevo viajaron; esta vez, rumbo a Alejandría. El día 6 de junio de dicho año, las cajas embaladas que contenían los bloques del templo de Debod fueron embarcadas en el buque Benisa y llegaron al puerto de Valencia el día 18 de ese mismo mes. Desde Valencia fueron transportadas en camiones hasta Madrid, donde se almacenaron en el solar del antiguo cuartel de la Montaña, destruido durante la guerra civil española.
La tarea de los arqueólogos españoles bajo la dirección de Martín Almagro fue difícil, pues el Servicio de Antigüedades de Egipto sólo entregó un plano y un croquis del alzado del monumento, junto con algunas fotografías sin referencia de ninguna clase. De las 2300 piezas que había que encajar, más de cien bloques habían perdido la numeración y muchos fragmentos llevaban una marca que no correspondía al plano. Finalmente, y tras varios titubeos, la reconstrucción del templo fue una anastilosis, con lo cual se reerigió la fachada hipóstila (o sea, sostenida por columnas), perdida desde el siglo XIX, y se cerró el mammisi por su lado este.
El 18 de julio de 1972, el templo abrió sus puertas al público. Anteriormente, Pedro Lozano Bartolozzi había publicado en la edición del 1 de enero de 1964 del Diario de Navarra, que «es posible que pueda traerse a España un templo faraónico entero como donación de las Naciones Unidas a la Misión Española».
La amistad entre Francisco Franco y Gamal Abdel Nasser fue clave para la concesión del templo de Debod, reconstruido sobre el cuartel de la Montaña, donde el general Joaquín Fanjul se había sublevado contra la II República, en el marco del golpe de Estado que dio lugar al estallido de la guerra civil española.

## Reconstrucción, restauración y conservación

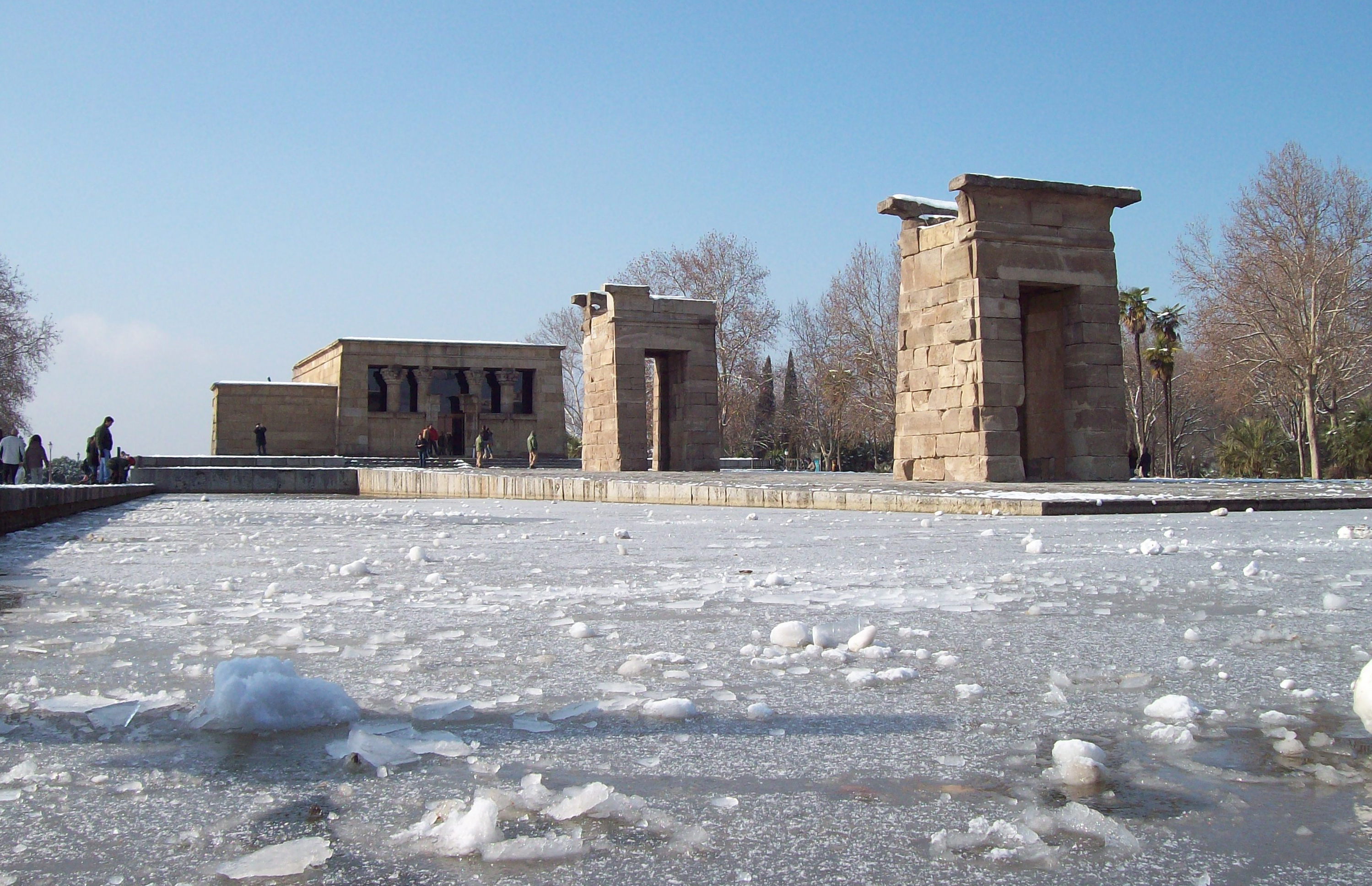
Templo de Debod en invierno.

En primer lugar se levantó una base de piedra (a modo de podio) con el fin de aislar los bloques originales del templo y que el suelo no tuviera contacto con ellos. Sobre el basamento se empezó la reconstrucción, siguiendo la técnica llamada anastilosis; es decir, colocando en su lugar los elementos originales hallados y añadiendo las partes de reconstrucción con una piedra de diferente color, para poder distinguir los elementos antiguos y originales de los nuevos. La piedra nueva se trajo del municipio salmantino de Villamayor.
Tres bloques exteriores fueron tratados químicamente en el Instituto de Restauración para protegerlos y reforzarlos (la gola del segundo pilono, un capitel y un tambor de columna). En el interior del edificio se instaló aire acondicionado para crear una atmósfera seca constante. Y como recuerdo del río que tuvo el templo en sus proximidades (el Nilo), se construyó un estanque de poca profundidad a lo largo de los pilonos de acceso al templo. Los trabajos de reconstrucción del monumento duraron dos años. Su inauguración tuvo lugar el 18 de julio de 1972.
Desde su apertura al público madrileño la conservación del templo ha estado rodeada de polémica. El edificio fue usado de forma indiscriminada para pases de cine de verano, para representaciones teatrales, para anuncios publicitarios, para spots musicales. La contaminación y el clima de Madrid, así como el vandalismo, han dejado huellas profundas en el edificio. La voz de alarma la han dado los Congresos de Egiptología Ibérica que se han ido celebrando (Madrid, Barcelona, La Laguna) y –recientemente– la UNESCO. Frente a ellos, la postura oficial de la entidad tutelar (el Ayuntamiento de Madrid, a través de Museos Municipales) ha sido, de forma sistemática, desmentir los motivos de alarma, y realizar actuaciones de poca envergadura. Sin embargo, el templo se sigue degradando.
El estado del monumento es una transgresión flagrante a lo que supone la conservación de un monumento histórico[cita requerida] según la Carta de Venecia. La azotea del templo original fue techada para poder albergar algunos elementos del museo del templo, como maquetas y bloques de dudosa ubicación.[cita requerida] Se instaló asimismo en la fachada hipóstila un gran ventanal de cristal sujeto a la piedra arenisca mediante silicona, cuya finalidad aislante pagó el caro precio de la modificación del aspecto prístino de la columnata.[cita requerida] La techumbre utiliza una técnica de cubrición de los años setenta del pasado siglo. Deteriorada por la acción del tiempo y la contaminación,[cita requerida] ha recibido arreglos puntuales. Los conductos de aire acondicionado se usan como poyos, y en términos generales el templo desde su interior no refleja su estado original.
La incoación por la Dirección General de Patrimonio Histórico de la Comunidad de Madrid, mediante Acuerdo de 2 de abril de 2007, del expediente para la declaración como bien de interés cultural del templo y la posterior declaración como bien de interés cultural, realizada el 17 de abril de 2008, alienta nuevas esperanzas sobre el papel en lo tocante a su conservación. Pero los factores de deterioro continúan actuando persistentemente sobre el edificio sin que se les ponga freno.
En 2020 el arqueólogo Zahi Hawass pidió por carta al alcalde de Madrid, José Luis Martínez-Almeida, una mayor protección para el templo, solicitando que fuera cubierto para protegerlo de la lluvia. En febrero de 2020, el Ayuntamiento de Madrid anunció que convocaría un concurso de ideas para proteger el templo de Debod a partir de 2021.

## El edificio

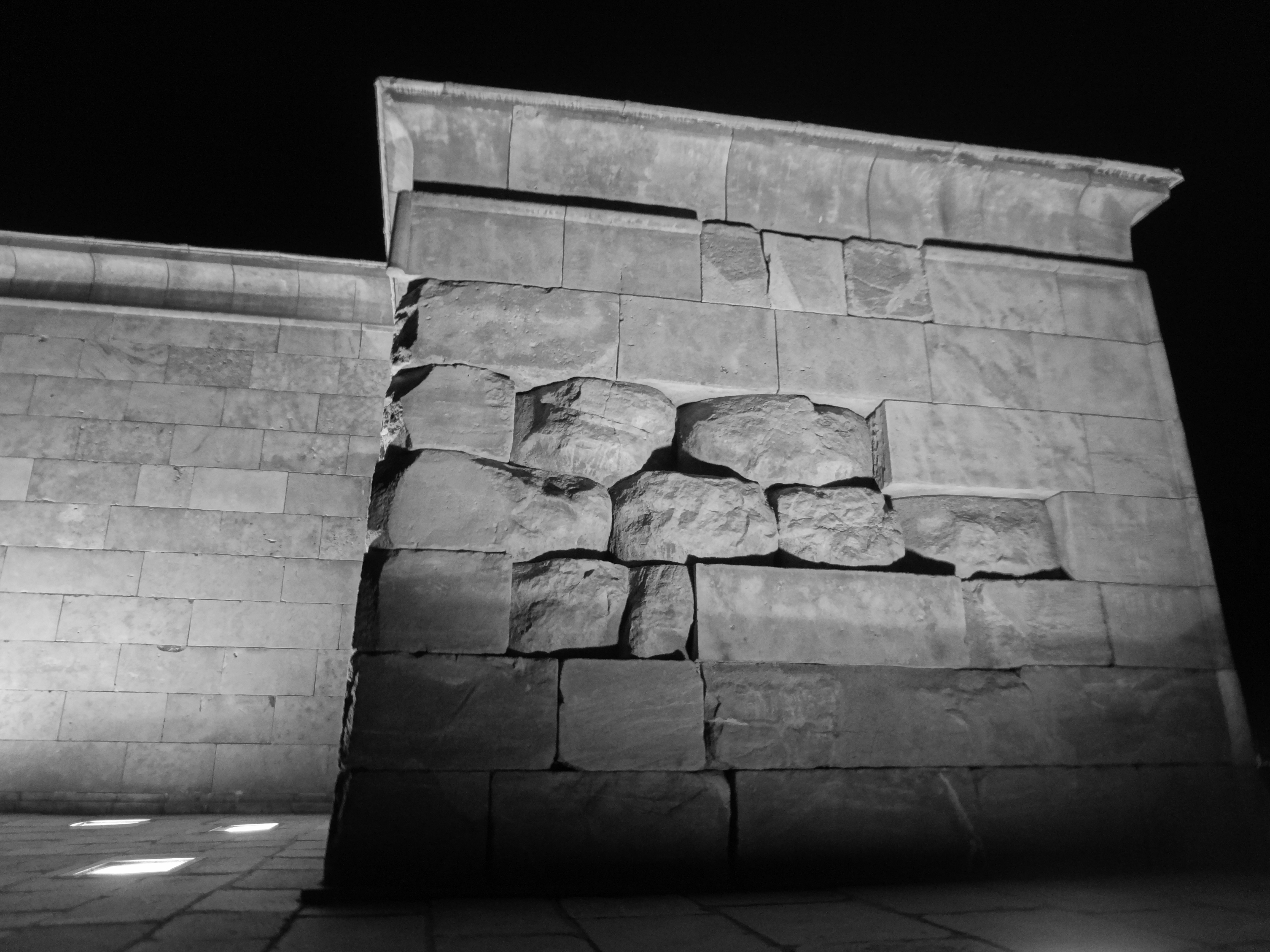
Detalle de los bloques.

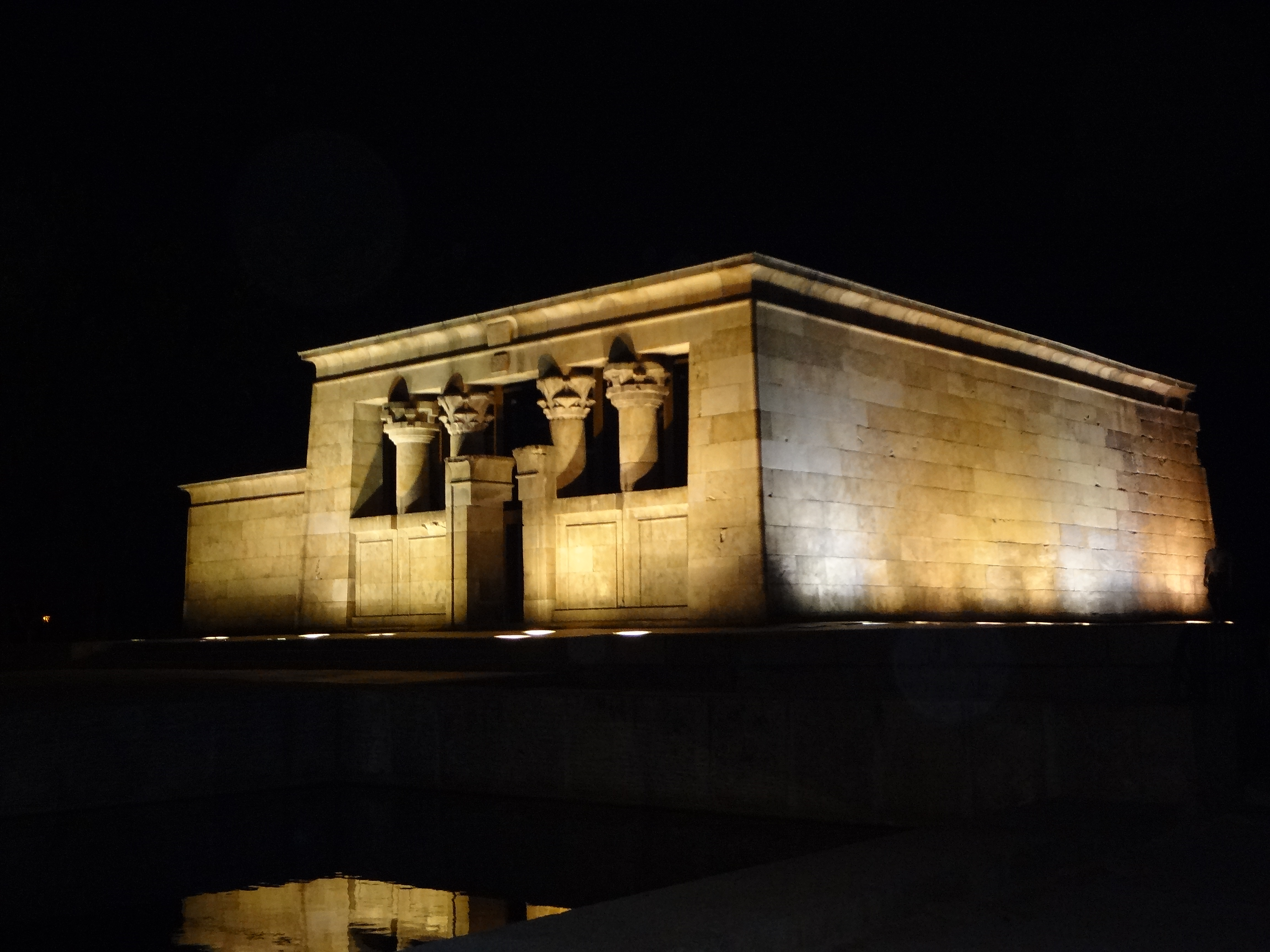
Detalle de los bloques y columnas de la fachada.

El templo se halla en la actualidad restaurado y algunas partes desaparecidas han sido reconstruidas, como ya se ha comentado. Consta de una serie de estancias que se pueden visitar. El mejor momento para admirarlo desde el exterior es a la caída de la tarde.

### Capilla de Adijalamani o de los relieves
Es el núcleo arquitectónico del santuario, la parte más antigua conservada del templo, que se encuentra en un estado de conservación aceptable (excepto la policromía); está decorada con escenas que representan al rey adorando a los dioses y ofreciendo sacrificios. Son motivos relacionados con el culto regio a los dioses de la zona y a los vinculados a la monarquía sagrada. Esta capilla está consagrada, desde sus comienzos, al dios Amón de Debod, que recibe culto junto a otras divinidades (Isis, Hathor, Osiris, Horus, Apset, Mut, Satis, Anukis, Horajty...) Imhotep ocupa un lugar destacado en el acceso. La concepción del diseño de esta sala y su ejecución concreta sólo cabe atribuirlos a directrices emanadas desde Filé, tanto por su calidad artística como por la rígida aplicación de cánones en todas y cada una de las escenas y textos de contenido teológico.

### Mammisi
La palabra mammisi es de origen copto y significa «lugar de nacimiento». Hace alusión a la sala donde la diosa venerada en el templo daba a luz, celebrándose en dicho lugar el «misterio del nacimiento divino».
En 1991 los investigadores consideraron la posibilidad de que esta sala del templo fuera un mammisi, dada su ubicación y su singularidad, pero lo cierto es que probablemente su uso fuera de otra naturaleza, como vienen sugiriendo investigaciones más recientes. A pesar de ello, se la sigue denominando mammisi.
Esta sala fue probablemente la última aportación que el Egipto romano hizo a la arquitectura del templo, constituyendo un post-quem de la misma los relieves del vestíbulo, realizados bajo Augusto y Tiberio (42 a. C.-37 d. C.) La construcción rompe la simetría axial de la planta del templo. Para realizar el acceso desde el templo a esta sala hubo que abrir un vano en el muro sur del vestíbulo hipóstilo (la pared en talud de esta zona del mammisi así lo corrobora). Por lo demás, no hay inscripciones en las paredes. En el muro oeste se puede ver un hueco (¿usado para alojar alguna imagen divina?). En el muro sur se abre una claraboya a través de la cual entraría una luz indirecta que proporcionaría el ambiente necesario para las ceremonias que allí tuvieran lugar.

### Otras salas o dependencias

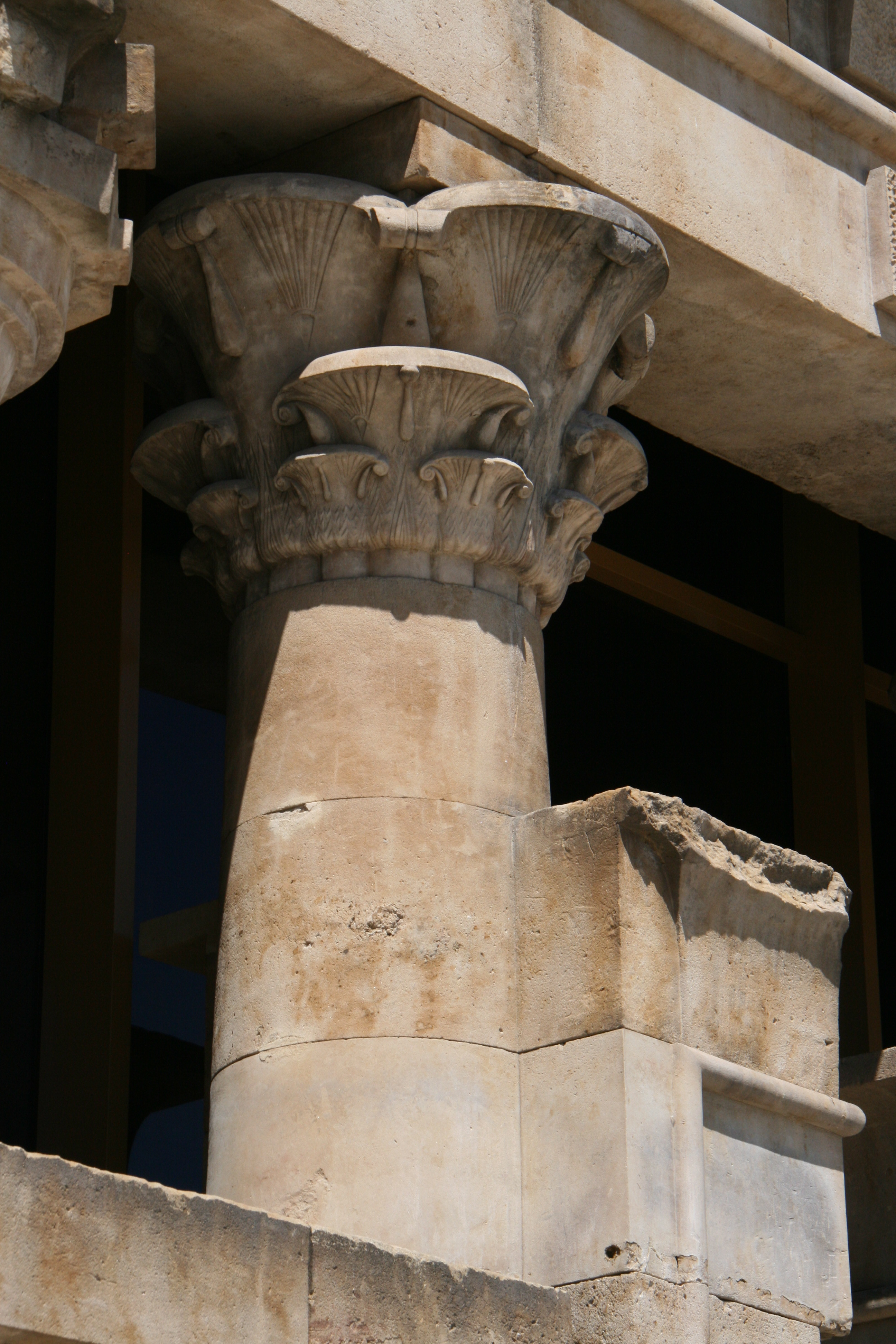
Columnas de la fachada.

- Vestíbulo o pronaos hipóstilo: con programa decorativo realizado por Augusto y Tiberio, hoy perdido en su mayor parte a causa del terremoto del siglo XIX y del ulterior robo de sillares.
- Antesala del naos: sala de pequeñas dimensiones, redistribuye al visitante entre las tres capillas de cabecera. Es importante destacar que, en lo alto de esta antesala, a través de un vano abocinado, se recibía desde la terraza del templo la única iluminación cenital posible, que llegaba a la capilla central y a los naoi.
- Sala de los naoi, o capilla central de cabecera: contiene el único naos que se conserva actualmente (hubo un segundo naos monolítico que desapareció en el siglo XIX). Esta capilla central, erigida en época ptolemaica tras la ampliación del templo, fue dedicada a Isis y a Amón de Debod.
- Corredor sur: uno de sus muros (que en su día fue exterior) contiene un interesante reloj solar.
- Capilla osiriaca: capilla-relicario de Osiris, en la terraza, junto a la escalera ritual de acceso. La capilla-relicario de Osiris es siempre, en los templos egipcios, una capilla techada, situada en la terraza del santuario. Y se construía techada precisamente porque el agua de la lluvia no era beneficiosa para el dios Osiris (al contrario que el agua del Nilo). Por este motivo, se cubría la estancia para evitar que el agua de la lluvia llegara a tocar la reliquia de Osiris que se custodiaba en esta sala.
- Terraza: lugar donde tenían lugar importantes ceremonias solares, especialmente el Ritual de Año Nuevo (momento en el que tenía lugar la fusión del ka del dios Ra con el ka de las estatuas divinas del templo, que eran llevadas a esta terraza por los sacerdotes la noche anterior al Año Nuevo egipcio).
- Capillas de la cabecera: flanqueando la capilla del naos se encuentran dos capillas anepígrafas, atribuidas presumiblemente a Osiris (capilla inferior sur) y Mahesa (capilla norte).
- Uabet: lugar de purificación de los sacerdotes del templo (antes de acceder al resto del santuario), abre su puerta al vestíbulo. En este caso, la posibilidad de que dicha sala haya sido el "uabet" del templo se sostiene exclusivamente sobre la base de su ubicación relativa. El "uabet" del templo ptolemaico, en general, posee unas características concretas que desconocemos si se dieron en esta sala, dado que el vestíbulo se encontraba completamente desfigurado cuando los arqueólogos trabajaron en Debod en el siglo XX.
- Criptas: Debod es uno de los pocos templos ptolemaicos que tuvo criptas, abiertas a las capillas de la cabecera. La principal de ellas es la Cripta del Tesoro (que se abre a la Capilla de Mahesa), donde se guardaban las estatuas de los dioses hechas de materiales nobles. La otra cripta es probablemente el llamado Laboratorio, lugar donde se guardaban los perfumes de las divinidades; esta se abre a la capilla inferior de Osiris.

## Bloques ubicados en la terraza del templo
En la terraza del templo se depositaron varios bloques (de los que se duda acerca de su colocación prístina en el edificio), formando con ellos un pequeño "museo". Algunos de estos sillares son especialmente interesantes:
- Bloque de Apedemak: Se trata de un dintel monumental que porta tres líneas horizontales de texto jeroglífico divididas por un "ankh" (signo de la vida eterna) con la titulatura de Adijalamani. En una de las líneas se contiene el epíteto "amado de Apedemak", referido al rey, siendo Apedemak el dios el principal del panteón meroítico. Se trataría, como subrayó Žabkar, de la mención más septentrional de este dios guerrero. Nos permite saber hasta qué punto los reyes indígenas de Meroe fueron capaces de llevar algunas de sus divinidades a la Baja Nubia, con un claro afán de reivindicación territorial.
- Estela del león y el úreo: Una estela (del tipo top-rounded) muy deteriorada contiene, en uno de sus laterales, un úreo representado sobre un león echado sobre sus patas traseras. La asociación de ambas imágenes tiene seguramente un sentido apotropaico para los personajes (desconocidos, por haberse perdido la imagen de la luneta y el texto)  que debieron ocupar la cara principal de la estela.

Aparte de estas piezas, algunos fragmentos de columnas del vestíbulo, un bloque anepígrafo y otro con una imagen de un dios carnero, así como una gran maqueta de la Baja Nubia completan el pequeño museo, junto a varios audiovisuales.

## Grafitos

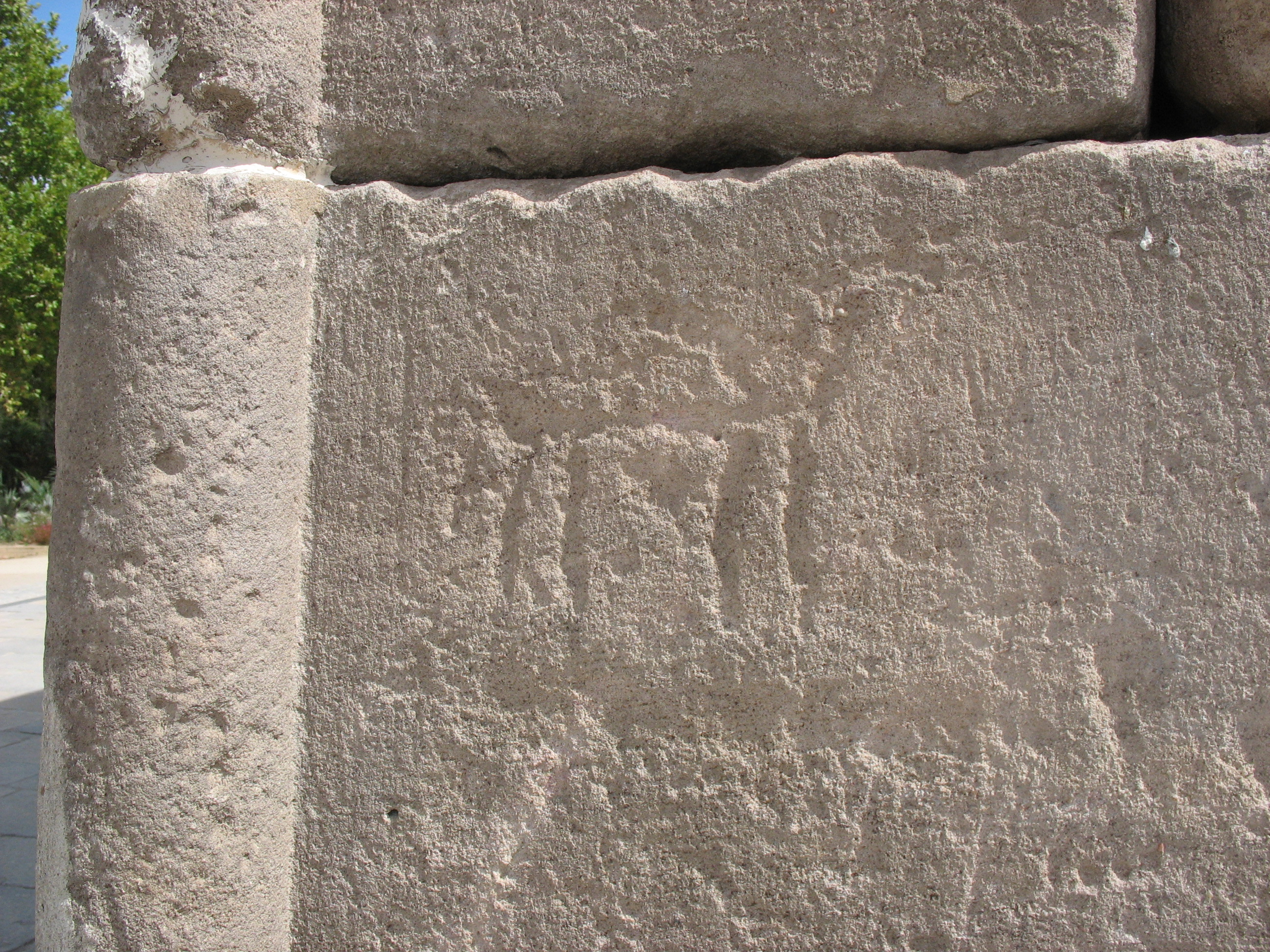
Antiguo grafito de un dromedario en el exterior del templo.

A lo largo de su historia se han realizado más de doscientos grafitos sobre los muros del templo, desde los grabados por antiguos fieles, a los hechos por viajeros y exploradores ingleses, italianos y franceses del siglo XIX. La importancia de este tipo de documentos es que testimonian el uso diacrónico del edificio después de su abandono como templo. Desde este enfoque, se sabe —gracias a estos grafitos— que el templo recibió la visita de nómadas o seminómadas (presumiblemente blemios), que posteriormente pudo haberse convertido en una iglesia cristiana (o quizás en refugio de eremitas), que en época islámica también fue ocupado, y que recibió numerosas visitas de viajeros románticos de Occidente. Entre los grafitos de Debod destacan caravanas y rebaños de dromedarios, una gacela, una barca de remos, cruces patadas (coptas), contabilidades, inscripciones griegas, coptas, árabes (de carácter religioso) y una treintena de firmas de viajeros.